# Verden Allen
Verden Allen (* jako Terrence Allen, 26. května 1944, Crynant, Neath, Wales, Spojené království) je britský varhaník a člen rockové skupiny Mott the Hoople. Skupinu opustil po vydání úspěšného alba All the Young Dudes v roce 1972. V letech 2009 a 2013 byl u reunionu této skupiny. V šedesátých letech byl členem skupiny The Inmates a doprovázel také jamajského zpěváka Jimmyho Cliffa.